# Pierścień księżnej Anny
Pierścień księżnej Anny – polski film przygodowy z 1970 w reżyserii Marii Kaniewskiej.

## Fabuła
Akcja filmu rozpoczyna się w latach sześćdziesiątych XX wieku. Trzej młodzi chłopcy Franek, Andrzej i Jacek spędzają wakacje w pobliżu ruin dawnego krzyżackiego zamku, gdzie trwają prace archeologiczne. Zafascynowani historią postanawiają na własną rękę zwiedzić zamek. Jadąc skonstruowanym przez siebie pojazdem wpadają do zamkowych lochów. Wtedy nieoczekiwanie przenoszą się do roku 1406 na ten sam zamek, gdzie mieszkają prawdziwi Krzyżacy. Zostają przez nich zaatakowani, ale udaje im się zbiec. Trafiają na dwór księcia Janusza Mazowieckiego, gdzie przywiezione przez nich z przyszłości rekwizyty, takie jak telefon, czy samochód wzbudzają podziw i niedowierzanie.

## Obsada
- Jerzy Matałowski − Franek
- Wiesława Kwaśniewska − księżna Anna Danuta / archeolog
- Krzysztof Stroiński − Andrzej
- Piotr Sot − Jacek
- Andrzej Szalawski − książę Janusz / archeolog
- Bogusz Bilewski - rycerz Hlawa
- Jerzy Braszka  − Walek
- Emir Buczacki  − komtur krzyżacki
- Tadeusz Kosudarski − Krzyżak
- Kazimierz Fabisiak − Kalep
- Bolesław Płotnicki − kapelan na dworze księcia Janusza
- Włodzimierz Nowak − Karol
- Michał Szewczyk − pachołek krzyżacki
- Jerzy Block − jeniec krzyżacki
- Stanisław Milski − Krzyżak
- Izabella Dziarska − Grażyna, dwórka księżnej Anny / archeolog Maryśka
- Tadeusz Schmidt − rycerz Powała
- Cezary Julski − ochmistrz krzyżacki
- Kazimierz Wichniarz − kucharz na dworze księcia Janusza
- Jan Kociniak − pachołek krzyżacki
- Bogdan Niewinowski
- Zofia Perczyńska

## Zdjęcia
- Zamek Biskupów Warmińskich w Lidzbarku Warmińskim
- Zamek książąt mazowieckich w Czersku